# Kostel svatého Jana Evangelisty (Blovice)
Kostel sv. Jana Evangelisty v Blovicích byl zbudován v letech 1760–1767. Dnes je stále v provozu, interiér je možno vidět jen v době bohoslužeb.

## Historie
Zmínka o první zdejší svatyni je z roku 1374. Na místě gotického kostela ze 14. století byl v letech 1760–1767 postaven nynější barokní kostel sv. Jana Evangelisty, který postavil rod Kolovratů. V následujícím roce bylo do jeho průčelí umístěno šest soch českých patronů od E. Maxe. Kolem kostela býval hřbitov a zde v r. 1833 byla postavena kaple s hrobkou rodu Kolovratů a Pálffyů. Od doby vzniku proběhly na kostele dvě poměrně rozsáhlé opravy. Tu první v roce 1844 vedl Ing. J.F. Jöndl, druhá proběhla v roce 1939. Dvojici bílých oken navrhl v roce 1932 restaurátor František Fišer z Prahy.

## Struktura
Obdélníková loď má výrazný centrální prostor ve své východní části. Ten je rozšířen bočními kaplemi a půlkruhovým presbytářem. Po jeho stranách jsou oratoře a sakristie. Nad západním průčelím je hranolová věž s cibulovou bání. Průčelí je rozčleněné pilastry a je na něm šest nik se sochami českých patronů. Sochy zhotovil E. Max v roce 1845. Vnitřní zařízení je z období výstavby kostela a je ve slohu rokoka a klasicismu. Před jižní stěnou je železný kříž z roku 1873, na jižní stěně kostela jsou sluneční hodiny. U kostela na severní straně je empírová hrobka Kolovratů z roku 1833.

## Přístup ke kostelu
Kostel je v severní části města, s náměstím jej spojuje Americká ulice a je přístupný pouze v době bohoslužeb. U kostela se nachází malé parkoviště.
Původní poloha kostela byla daleko výraznější než dnes. Kostel stál na skále přímo nad řekou, v místě soutoku řeky Úslavy s malým potokem. Dnešní prostranství mezi řekou a kostelem je důsledkem narovnání toku řeky počátkem 20. stol. Potok z prostoru bývalé cihelny na Dubí je dnes veden od nádraží až do řeky potrubím a jeho hluboké koryto je zavezeno ve prospěch silnice.
Kamenná zeď kolem kostela a hřbitova kolem něho, datovaná nejméně z 16. století, opakovaně opravovaná, z velké části zanikla při terénních úpravách okolí kostela v 70. letech 20. století. Definitivně byla zeď odstraněna při úpravách okolí kostela na počátku 21. století a zbytky do té doby viditelné skály byly zakryty půdou a zelení.